# Struves meridianbue
Struves meridianbue er en triangelkæde, der strækker sig fra Hammerfest i Norge i nord til Ukraines kyst ved Sortehavet i syd, gennem ti lande og med en længde på godt 2.820 km. Kæden oprettedes og blev anvendt af den danskfødte russiske astronom Friedrich Georg Wilhelm von Struve mellem 1816 og 1855 i hans projekt til at opmåle jordklodens runding for at fastslå jordklodens præcise form og størrelse.
Da den opførtes, gennemkrydsede kæden kun tre lande: Norge, Sverige og Det Russiske Kejserrige. Den bestod af 258 triangler og 265 målepunkter. Kædens første punkt ligger i Tartu observatorium i Estland, hvor Struve gennemførte store dele af sin forskning. I 2005 opførtes kæden i UNESCOs Verdensarvsliste. Verdensarven består af 34 af de 265 oprindelige målepunkter i kæden, som er markerede med borehul, varder, mindeplaketter, jernkors eller obelisker.

## Målepunkter, som indgår i Struves meridianbue

### Norge
- Meridianstøtten på Fuglenæs i Hammerfest (70°40′12″N 23°39′48″Ø / 70.67000°N 23.66333°Ø)
- Fjeldtoppen Lille-Raipas (Unna Ráipásaš) i Alta (69°56′19″N 23°21′37″Ø / 69.93861°N 23.36028°Ø)
- Fjeldtoppen Luvddiidcohkka (Lodiken) i Kautokeino (69°39′52″N 23°36′08″Ø / 69.66444°N 23.60222°Ø)
- Fjeldtoppen Bealjášvárri i Kautokeino (69°01′43″N 23°18′19″Ø / 69.02861°N 23.30528°Ø)

### Sverige
- Pajtas-vaara (Tynnyrilaki) i Kiruna (68°15′18″N 22°58′59″Ø / 68.25500°N 22.98306°Ø)
- Kerrojupukka (Jupukka) i Pajala (67°16′36″N 23°14′35″Ø / 67.27667°N 23.24306°Ø)
- Pullinki (Pullinki) i Övertorneå (66°38′47″N 23°46′55″Ø / 66.64639°N 23.78194°Ø)
- Perra-vaara (Perävaara) i Haparanda (66°01′05″N 23°55′21″Ø / 66.01806°N 23.92250°Ø)

### Finland
- Stuor-Oivi (Sm: Stuorrahanoaivi) i Enontekis (68°40′57″N 22°44′45″Ø / 68.68250°N 22.74583°Ø)
- Avasaksa (Sm: Aavasaksa) i Övertorneå (66°23′52″N 23°43′31″Ø / 66.39778°N 23.72528°Ø)
- Nedertorneå kyrka (Fi: Alatornion kirkko) i Torneå (65°49′48″N 24°09′26″Ø / 65.83000°N 24.15722°Ø)
- Puolalakka (Fi: Oravivuori) i Korpilahti (61°55′36″N 25°32′01″Ø / 61.92667°N 25.53361°Ø)
- Porlom II (Fi: Tornikallio) i Lappträsk (60°42′17″N 26°00′12″Ø / 60.70472°N 26.00333°Ø)
- Svartvira (Fi: Mustaviiri) i Pyttis (60°16′35″N 26°36′12″Ø / 60.27639°N 26.60333°Ø)

### Rusland
- Mäkipällys (Мякипяллюс) på øen Hogland i Finske bugt i Kingisepp rajon i Leningrad oblast (60°04′27″N 26°58′11″Ø / 60.07417°N 26.96972°Ø)
- Hogland, Z (Точка Z, Totjka Z) på øen Hogland i Finske bugt i Kingisepp rajon i Leningrad oblast (60°5′9.8″N 26°57′37.5″Ø / 60.086056°N 26.960417°Ø)

### Estland
- Woibifer (Võivere) i Väike-Maarja kommune (59°03′28″N 26°20′16″Ø / 59.05778°N 26.33778°Ø)
- Katko (Simuna) i Väike-Maarja kommune (59°02′54″N 26°24′51″Ø / 59.04833°N 26.41417°Ø)
- Dorpat (Tartu observatorium) i Tartu (58°22′44″N 26°43′12″Ø / 58.37889°N 26.72000°Ø)

### Letland
- Sestu-Kalns (Ziestu) i Sausnēja (56°50′24″N 25°38′12″Ø / 56.84000°N 25.63667°Ø)
- Jacobstadt (Jekabpils) i Jēkabpils (56°30′05″N 25°51′24″Ø / 56.50139°N 25.85667°Ø)

### Litauen
- Karischki (Gireišiai) i Panėmunelis, Rokiškis distriktskommune (55°54′09″N 25°26′12″Ø / 55.90250°N 25.43667°Ø)
- Meschkanzi (Meškonys) i Nemenčinė, Vilnius distriktskommune (54°55′51″N 25°19′00″Ø / 54.93083°N 25.31667°Ø)
- Beresnäki (Paliepiukai) i Nemėžis, Vilnius distriktskommune (54°38′04″N 25°25′45″Ø / 54.63444°N 25.42917°Ø)

### Hviderusland
- Tsjupisjki (Цюпішкі) i Asjmjanski rajon (54°17′30″N 26°2′43″Ø / 54.29167°N 26.04528°Ø)
- Dzerhili (Дзергiлі) i Zelva rajon (53°33′38″N 24°52′11″Ø / 53.56056°N 24.86972°Ø)
- Asaunitsa (Асаyніца) i Ivanovo rajon (52°17′22″N 25°38′58″Ø / 52.28944°N 25.64944°Ø)
- Tjekutsk (Чэкуцк) i Ivanovo rajon (52°12′28″N 25°33′23″Ø / 52.20778°N 25.55639°Ø)
- Ljaskavitjy (Ляскавічы) i Ivanovo rajon (52°9′39″N 25°34′17″Ø / 52.16083°N 25.57139°Ø)

### Moldavien
- Rudy (Rudi) i Rudi (48°19′08″N 27°52′36″Ø / 48.31889°N 27.87667°Ø)

### Ukraine
- Krupa (Крупа) nær Lutsk i Volyn oblast (50°41′03″N 25°24′45″Ø / 50.68417°N 25.41250°Ø)
- Katerinivka (Катеринівка) nær Krasiliv i Khmelnytskyj oblast (49°33′57″N 26°45′22″Ø / 49.56583°N 26.75611°Ø)
- Felsjtin (Фельштин) nær Hvardijske i Khmelnytskyj oblast (49°19′48″N 26°40′55″Ø / 49.33000°N 26.68194°Ø)
- Baranivka (Баранівка) i Baranivka i Khmelnytskyj oblast (49°08′55″N 26°59′30″Ø / 49.14861°N 26.99167°Ø)
- Staronekrasivka (Старонекрасівка) nær Izmail i Odessa oblast (45°19′54″N 28°55′41″Ø / 45.33167°N 28.92806°Ø)